# David Koudougou
David Koudougou (* 1. August 1972 in Tenkodogo) ist ein burkinischer Geistlicher und römisch-katholischer Bischof von Tenkodogo.

## Leben
David Koudougou studierte Philosophie und Theologie am Priesterseminar Saint Jean Baptiste de Wayalghin in Ouagadougou. Am 14. Juli 2001 empfing er das Sakrament der Priesterweihe für das Bistum Fada N’Gourma.
Nach der Priesterweihe war er zunächst bis 2006 in der Pfarrseelsorge tätig. Nach weiteren Studien war er von 2009 bis 2013 Professor für Kanonisches Recht und Homiletik am Priesterseminar Saint Pierre Claver in Koumi bei Bobo-Dioulasso. Mit der Errichtung des Bistums Tenkodogo am 11. Februar 2012 wurde er in dessen Klerus inkardiniert. Von 2013 bis 2016 studierte er in Rom an der Päpstlichen Universität Gregoriana und wurde hier in Kanonischem Recht promoviert. Nach der Rückkehr war er von 2017 bis 2023 im Erzbistum Koupéla tätig, wo er neben Aufgaben in der Pfarrseelsorge Offizial des Metropolitangerichts und Mitglied des Konsultorenkollegiums war. Bei der Bischofskonferenz von Burkina Faso war er Generalsekretär der Kommission für die Kirchengerichte und die juristischen Angelegenheiten. Außerdem war er im Bistum Tenkodogo, in dessen Klerus er nach der Errichtung des Bistums inkardiniert worden war, bischöflicher Beauftragter für den diözesanen Rat für die katholische Bildung. Ab 2023 war er Offizial des Diözesangerichts und Mitglied des Konsultorenkollegiums im Bistum Tenkodogo sowie während der Sedisvakanz Diözesanadministrator.
Papst Franziskus ernannte ihn am 6. Februar 2025 zum Bischof von Tenkodogo. Der emeritierte Erzbischof von Ouagadougou, Philippe Kardinal Ouédraogo, spendete ihm am 24. Mai desselben Jahres vor der Kathedrale von Tenkodogo die Bischofsweihe. Mitkonsekratoren waren dessen Amtsnachfolger Prosper Kontiebo MI und der Bischof von Fada N’Gourma, Pierre Claver Malgo.